# Гастальделло, Даниэле
Даниэ́ле Гастальде́лло (итал. Daniele Gastaldello; род. 25 июня 1983, Кампосампьеро, Венеция) — итальянский футболист, защитник; тренер.

## Карьера

### Клубная
Гастальделло начал профессиональную карьеру в клубе «Падова» из Серии С2. В 2002 году игрок был приобретён туринским «Ювентусом». В 2003 году игрок вместе с Маттео Паро и Джузеппе Скулли перешёл в «Кьево»; взамен «Ювентус» получил Легротталье. В январе 2004 года Гастальделло был арендован клубом «Кротоне». В 2005 году он был выкуплен обратно из «Кьево», но позже «Ювентус» договорился с «Сиеной» о совместном владении прав на игрока. С 2005 по 2007 год Гастальделло выступал в Серии А за «Сиену». В 2007 году состоялся переход игрока в «Сампдорию».
5 марта 2010 года Гастальделло продлил контракт с «Сампдорией» до 2014 года. В сезоне 2009/10 футболист вместе со Стефано Луккини был основным защитником «Сампдории», которая в том сезоне финишировала на четвёртом месте. В сезоне 2010/11 Гастальделло играл в центре обороны вместе с Массимо Вольтой, выступая в Лиге Европы 2010/11 и в чемпионате. 6 июня 2012 года впервые в своей карьере записал на свой счёт дубль в матче против «Варезе».

### В сборной
Гастальделло получил вызов во взрослую сборную Италии 28 августа 2010 года. 29 марта 2011 года дебютировал за сборную в товарищеском матче с Украиной.